# Tristenium rotundatum
Tristenium rotundatum là một loài chân đều trong họ Stenetriidae. Loài này được Vanhöffen miêu tả khoa học năm 1914.